# Stazione di Castelvecchio Pascoli
La stazione di Castelvecchio Pascoli (già Barga Castelvecchio) è una fermata ferroviaria posta sulla linea Aulla-Lucca. Serve il centro abitato di Castelvecchio Pascoli, frazione del comune di Barga e il centro abitato di Ponte di Campia, exclave del comune di Gallicano.

## Storia
La fermata, alla sua inaugurazione, è stata inizialmente denominata "Barga Castelvecchio". Nel 2002 la fermata risultava impresenziata insieme ad altri 25 impianti situati sulla linea.

## Strutture e impianti
L'impianto dispone di un fabbricato viaggiatori, di un fabbricato adibito ai servizi igienici e di una banchina, che serve l'unico binario di corsa, per il servizio viaggiatori. Il primo edificio citato non è più in servizio in quanto ora abitazione privata.

## Movimento
La stazione è servita dalle ormai pochissime relazioni regionali Trenitalia svolte nell'ambito dei contratti di servizio stipulati con la Regione Toscana denominati anche "Memorario".
Nel 2007, la stazione risultava frequentata da un traffico giornaliero medio di circa 13 persone.

## Servizi
La stazione dispone di:
- Servizi igienici